# إميلي أوبري
إميلي أوبري هي دراجة سويسرية، ولدت في 16 فبراير 1989 في Chevenez ‏ في سويسرا.

## وصلات خارجية
- إميلي أوبري على موقع الاتحاد الدولي للدراجات (الإنجليزية)
- إميلي أوبري على موقع أرشيف الدراجات (الإنجليزية)
- إميلي أوبري على موقع إحصائيات الدراجات الإحترافية (الإنجليزية)
- إميلي أوبري على موقع نسبة الدراجات (الإنجليزية)